# Cantonul Venarey-les-Laumes
Cantonul Venarey-les-Laumes este un canton din arondismentul Montbard, departamentul Côte-d'Or, regiunea Burgundia, Franța.

## Comune
| Comune                | Populație (1999) | Cod poștal | Cod INSEE |
| --------------------- | ---------------- | ---------- | --------- |
| Alise-Sainte-Reine    | 674              | 21150      | 21008     |
| Boux-sous-Salmaise    | 149              | 21690      | 21098     |
| Bussy-le-Grand        | 267              | 21150      | 21122     |
| Charencey             | 32               | 21690      | 21144     |
| Corpoyer-la-Chapelle  | 26               | 21150      | 21197     |
| Darcey                | 301              | 21150      | 21226     |
| Flavigny-sur-Ozerain  | 341              | 21150      | 21271     |
| Frôlois               | 190              | 21150      | 21288     |
| Gissey-sous-Flavigny  | 100              | 21150      | 21299     |
| Grésigny-Sainte-Reine | 153              | 21150      | 21307     |
| Grignon               | 246              | 21150      | 21308     |
| Hauteroche            | 83               | 21150      | 21314     |
| Jailly-les-Moulins    | 103              | 21150      | 21321     |
| Marigny-le-Cahouët    | 288              | 21150      | 21386     |
| Ménétreux-le-Pitois   | 426              | 21150      | 21404     |
| Mussy-la-Fosse        | 87               | 21150      | 21448     |
| Pouillenay            | 538              | 21150      | 21500     |
| La Roche-Vanneau      | 142              | 21150      | 21528     |
| Salmaise              | 136              | 21690      | 21580     |
| Source-Seine          | 56               | 21690      | 21551     |
| Thenissey             | 115              | 21150      | 21627     |
| Venarey-Les Laumes    | 3 274            | 21150      | 21663     |
| Verrey-sous-Salmaise  | 310              | 21690      | 21670     |